# Archer (компанія)
Archer (Thermal Vision Technologies) — українська компанія-виробник електроніки і тепловізорів. Компанія займається збіркою продукції з імпортних запчастин.
У 2015 році прес-служба Генштабу ЗСУ повідомляла про намір включити до державного оборонного замовлення на 2015 рік поставки тепловізійних монокулярів, бінокулярів і прицілів марки Archer в інтересах ЗСУ.
За даними волонтера Serg Marco, станом на березень 2019 року, ці тепловізори вже два роки постачалися у ЗСУ у рамках оборонного замовлення. Проте у червні 2019 року Юрій Бутусов повідомив, що тепловізори не постачалися до війська у рамках держзамовлення — ні Archer, ні Aselsan, проте купувалися як приватна ініціатива волонтерами.
25 липня 2019 року полковник Андрій М’ясников з МОУ повідомив, що до ЗСУ планово закуповують та поставляють цифрові тепловізійні приціли, монокуляри та бінокуляри Archer різних типів, а також прилади нічного бачення Archer NVGA-15 та NVMA-14.

## Галерея

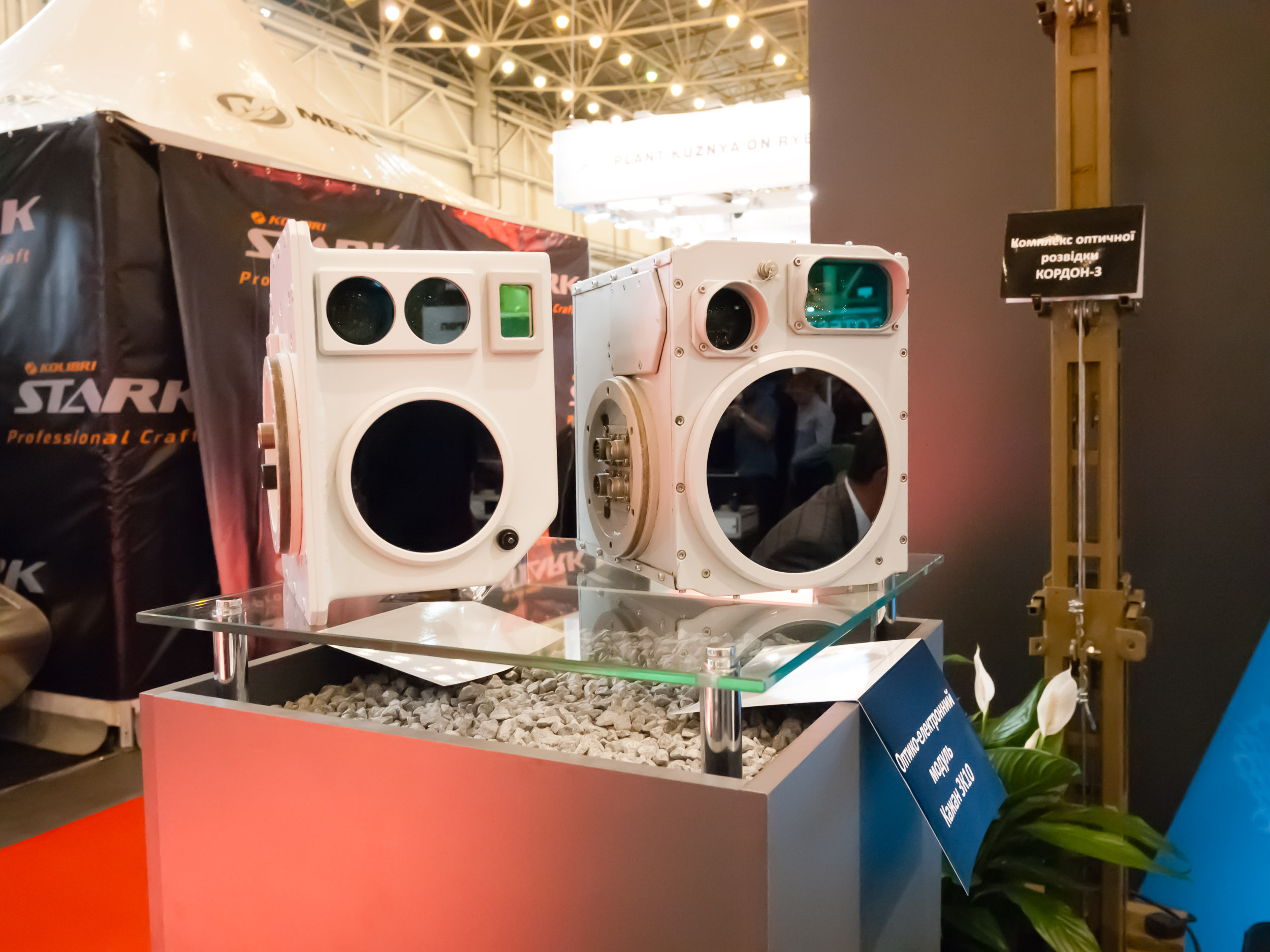
Оптикоелектронний модуль «Кажан 3К10»
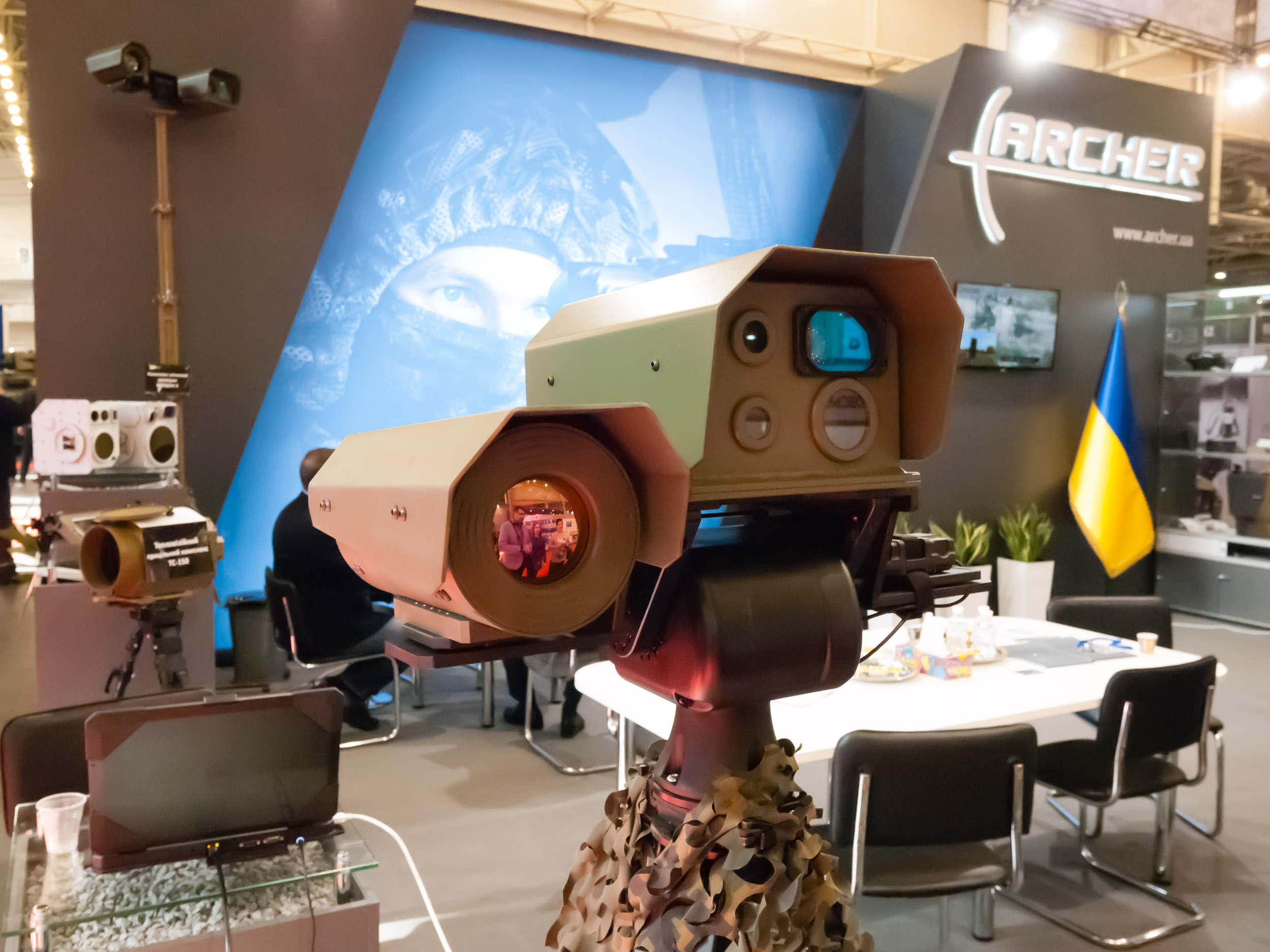
Антиснайперський комплекс «Сич 5К10»
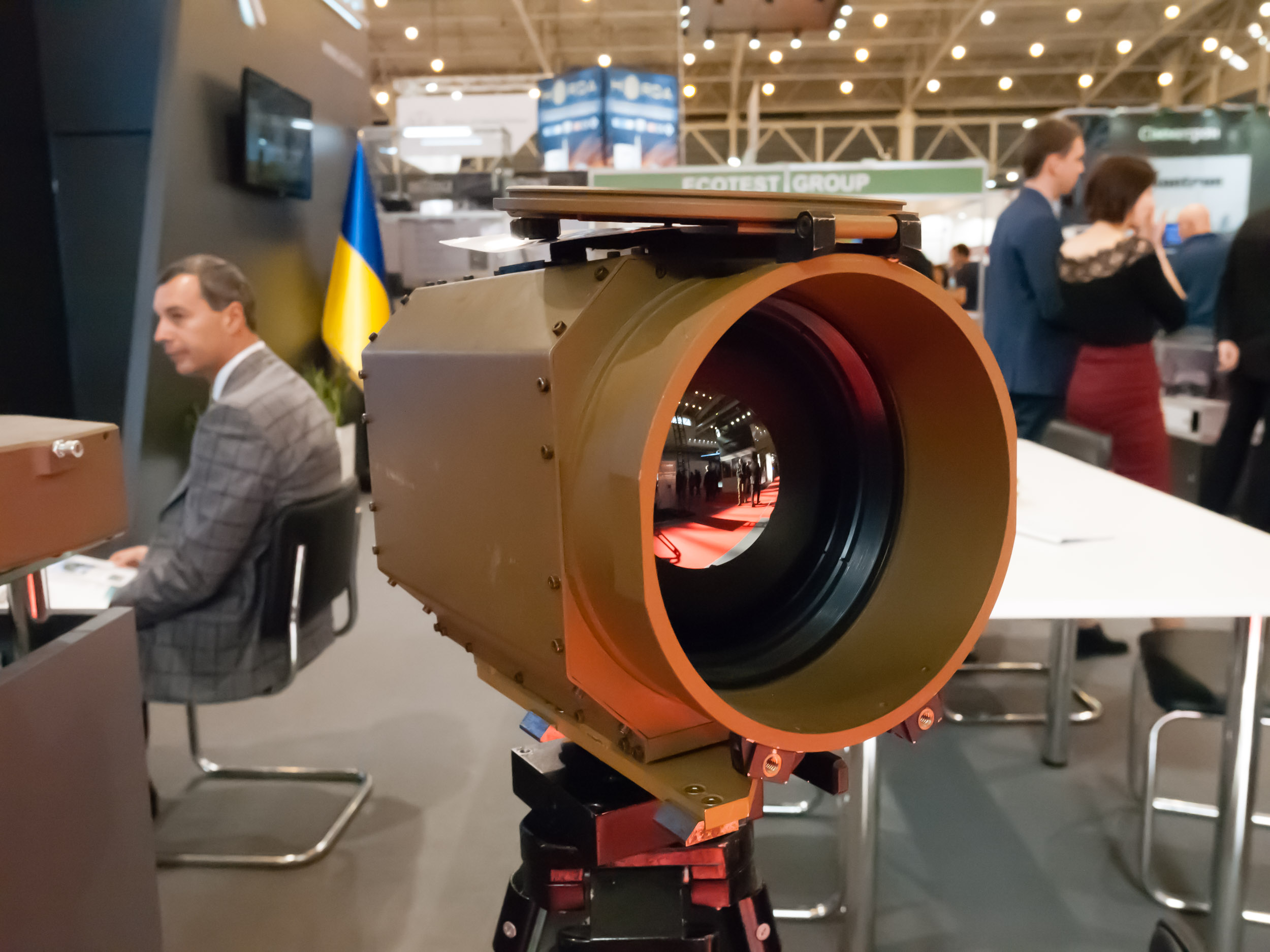
Прицільна система для крупнокаліберної зброї TC-150
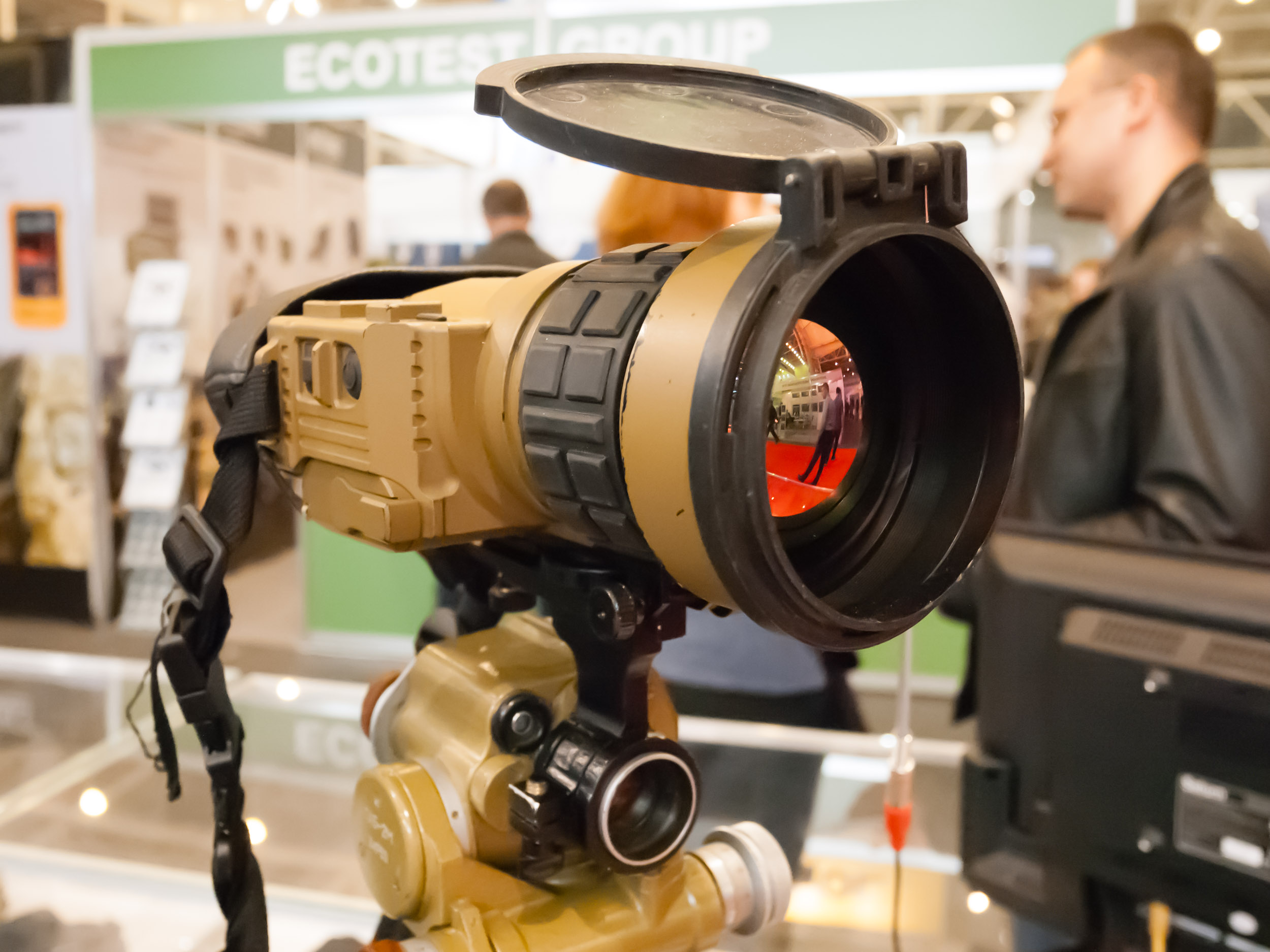
Тепловізійний бінокуляр TGX-8-75
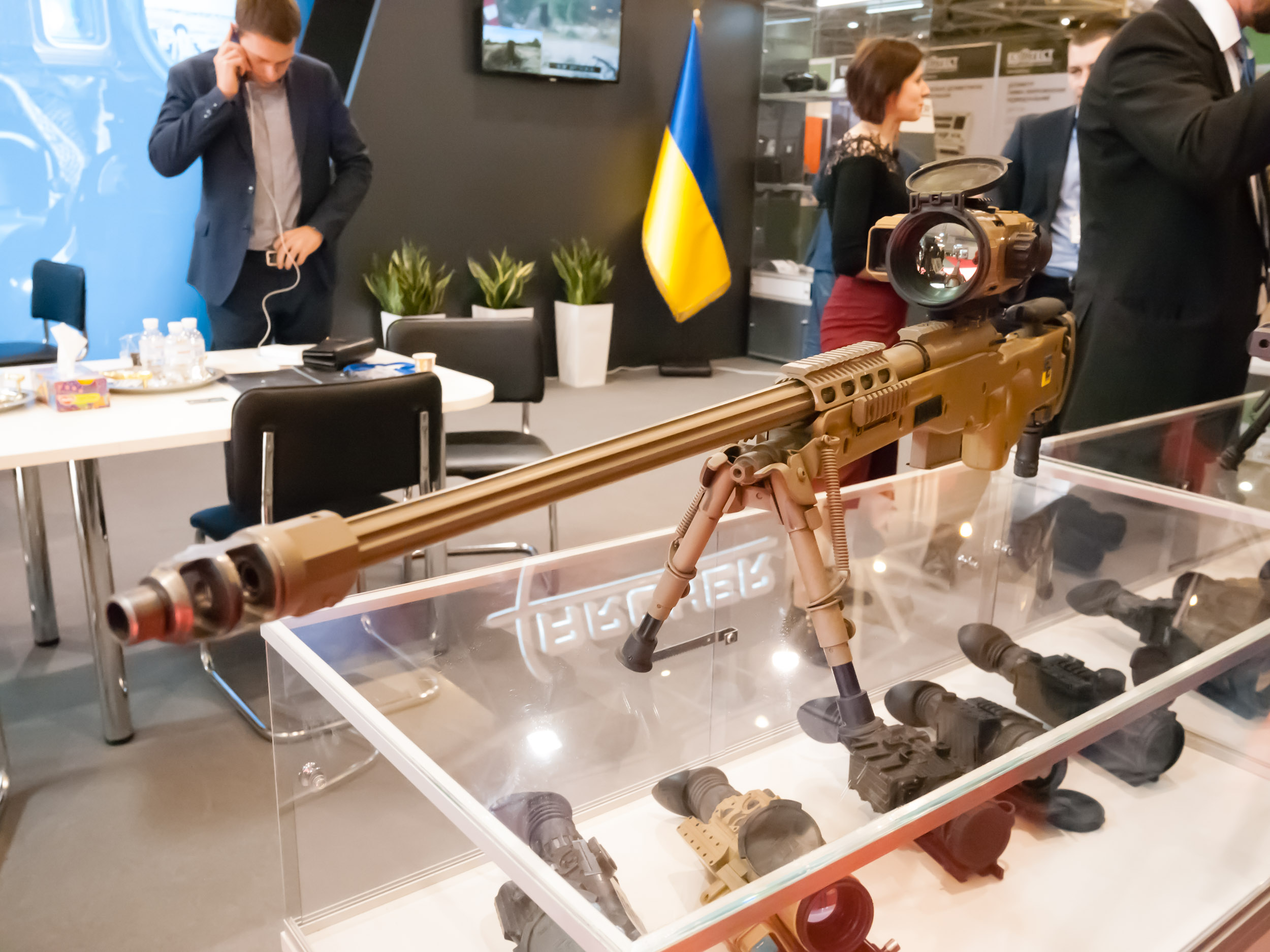
Снайперська гвинтівка з прицілом TSA‑7
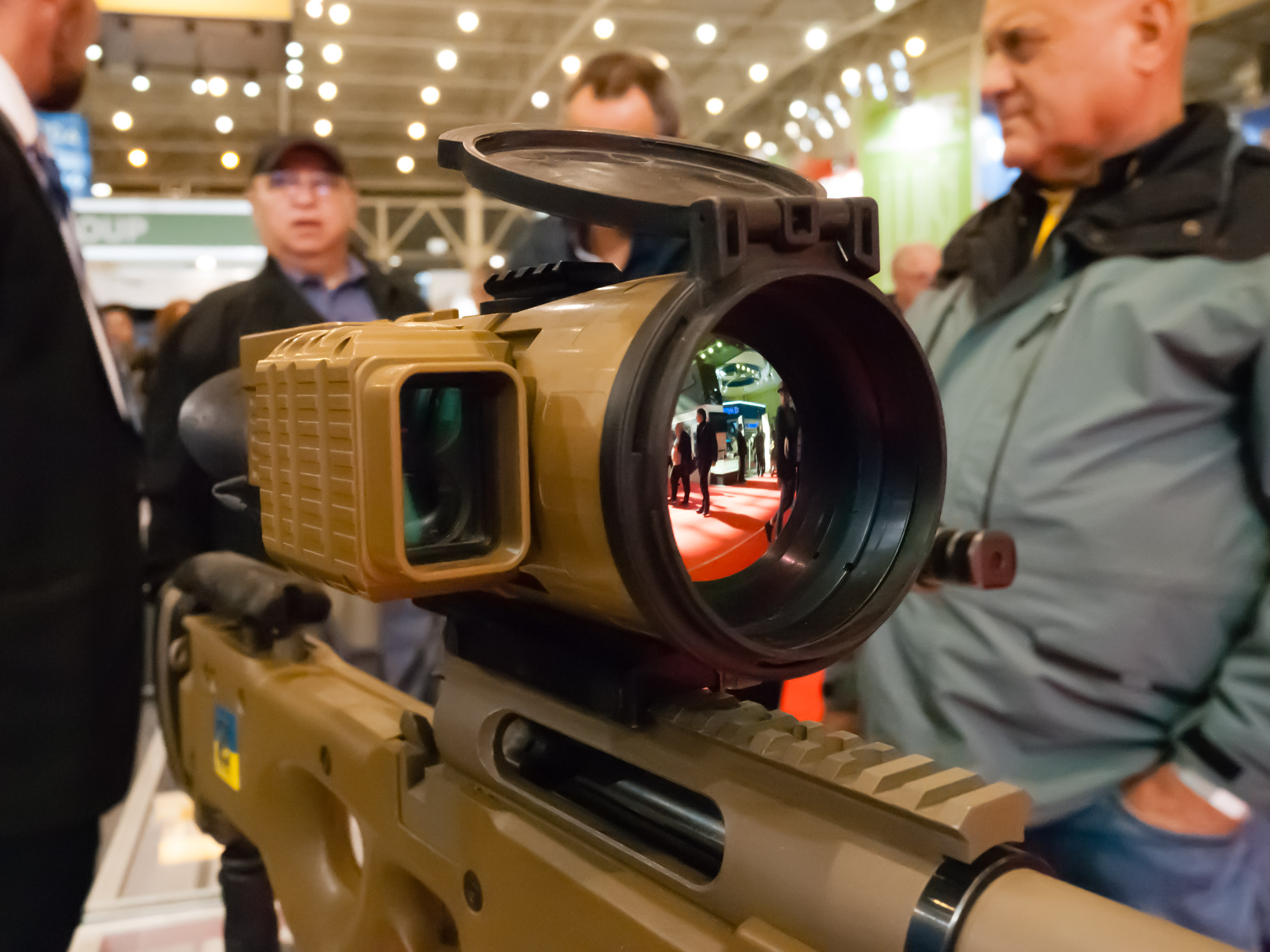
TSA‑7